# Christine Heatly
Christine Heatly (* 16. September 1954, verheiratete Christine Black) ist eine ehemalige schottische Badmintonspielerin.

## Karriere
Christine Heatly gewann 1970 ihren ersten Junioren-Titel in Schottland. Bei der Junioren-Europameisterschaft 1973 holte sie Bronze. 1980 siegte sie erstmals bei den Erwachsenen in ihrer Heimat und gewann Bronze bei der Europameisterschaft. 

## Sportliche Erfolge
| Saison | Veranstaltung                       | Disziplin   | Platz | Name                                |
| ------ | ----------------------------------- | ----------- | ----- | ----------------------------------- |
| 1970   | Schottland: Juniorenmeisterschaften | Mixed       | 1     | John Britton / Christine Heatly     |
| 1973   | Junioren-Europameisterschaft        | Mixed       | 3     | Alan Gilliland / Christine Heatly   |
| 1980   | Irish Open                          | Damendoppel | 1     | Christine Heatly / Joy Reid         |
| 1980   | Duinwijk International              | Mixed       | 1     | Billy Gilliland / Christine Heatly  |
| 1980   | Schottland: Einzelmeisterschaften   | Damendoppel | 1     | Christine Heatly / Joy Reid         |
| 1980   | Europameisterschaft                 | Mixed       | 3     | Billy Gilliland / Christine Heatly  |
| 1981   | Northumberland International        | Mixed       | 1     | Dan Travers / Christine Heatly      |
| 1982   | Irish Open                          | Mixed       | 1     | Billy Gilliland / Christine Heatly  |
| 1982   | Schottland: Einzelmeisterschaften   | Mixed       | 1     | Billy Gilliland / Christine Heatly  |
| 1983   | Irish Open                          | Mixed       | 1     | Billy Gilliland / Christine Heatly  |
| 1983   | Schottland: Einzelmeisterschaften   | Mixed       | 1     | Billy Gilliland / Christine Heatly  |
| 1984   | Irish Open                          | Mixed       | 1     | Billy Gilliland / Christine Heatly  |
| 1984   | Schottland: Einzelmeisterschaften   | Mixed       | 1     | Billy Gilliland / Christine Heatly  |
| 1985   | Irish Open                          | Mixed       | 1     | Billy Gilliland / Christine Heatly  |
| 1985   | Schottland: Einzelmeisterschaften   | Mixed       | 1     | Billy Gilliland / Christine Heatly  |
| 1986   | Schottland: Einzelmeisterschaften   | Mixed       | 1     | Billy Gilliland / Christine Heatly  |
| 1987   | Schottland: Einzelmeisterschaften   | Mixed       | 1     | Billy Gilliland / Christine Heatly  |
| 1988   | Cyprus International                | Dameneinzel | 1     | Christine Heatly                    |
| 1988   | Cyprus International                | Mixed       | 1     | Andros Kyprianou / Christine Heatly |